# 칠보산 (함경북도)

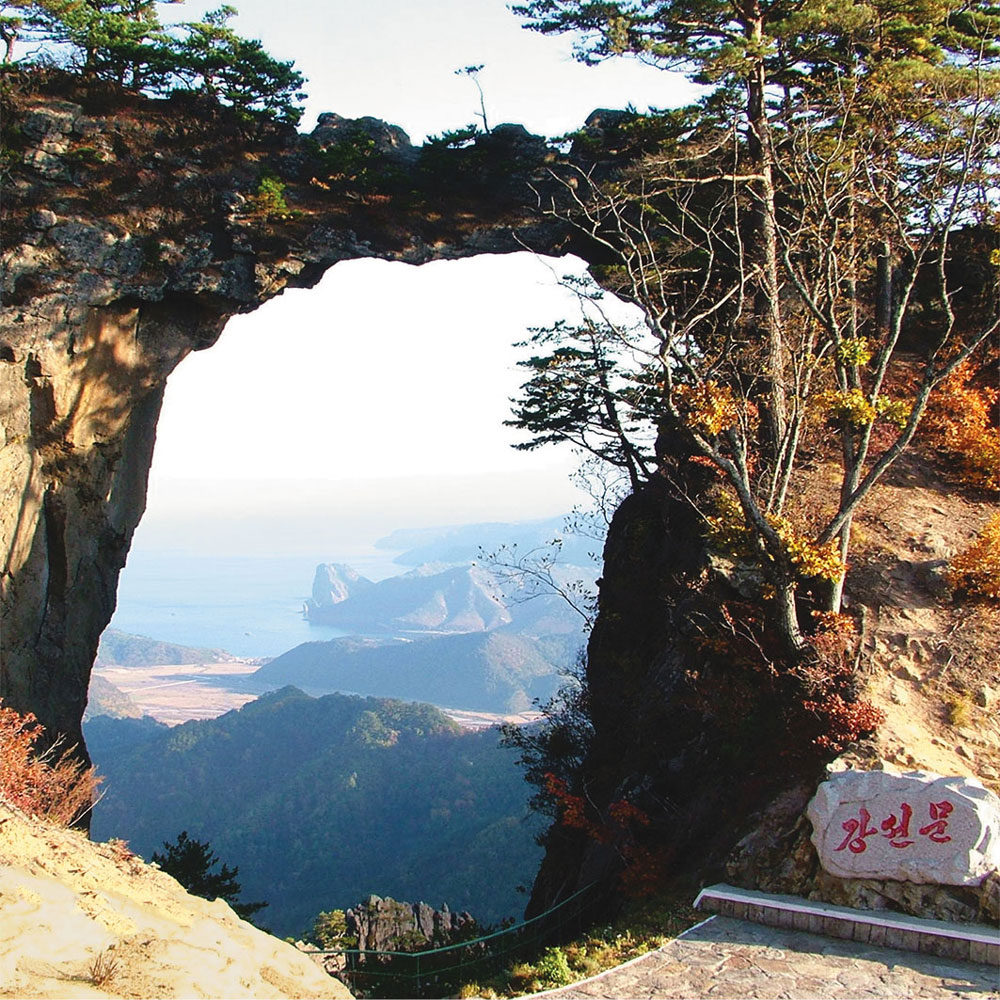
강선문

칠보산(七寶山)은 함경북도 명천군과 화대군, 화성군, 어랑군에 걸쳐있는 산이다.

## 개요
산수풍치가 아름다워 ‘함북금강’으로 불린다. 250여 km2의 넓은 지역을 포괄하고 있으며, 높이는 659m이다. 화산활동으로 이루어진 칠보산은 구성암석이 주로 땅속 깊은 곳에서 뜨거운 돌물(용암)이 솟아나와 식으면서 굳어진 현무암·조면암·흐름무늬암 및 이들의 재암으로 이루어졌다. 암석들은 오랜 세월 비바람에 깎이고 씻기어 오늘과 같은 기묘한 모양을 나타내게 되었다. 육지와 바다를 이어 솟아오른 칠보산은 지역에 따라 내칠보·외칠보·해칠보로 불린다. 명천군 황곡리 청학동을 거쳐 좌우측으로 울창한 산림을 끼고 물매가 급한 자동차길을 따라 올라가면 박달령에 이르는데, 여기서 제일 가깝게 보이는 기묘한 봉우리들로 절경을 이룬 곳이 내칠보이고 그다음 보이는 날카롭고 웅장한 자태로 줄지어 있는 봉우리들이 외칠보이며, 그 뒤로 멀리 바다가 보이는 일대가 해칠보이다. 내칠보에는 곡식 낟가리처럼 생긴 노적봉, 사자가 웅크리고 앉은 듯이 보이는 만사봉, 수많은 사람들이 열을 지어 가는 듯한 나한봉과 천불봉, 종각봉이 솟아 있다. 다섯 개의 봉우리를 가리켜 내칠보의 오봉산이라고 부른다. 이밖에도 내칠보에는 석공이 일생을 두고 다듬어 놓은 듯한 기와집바위며 보름달처럼 생긴 만월대, 우산봉, 무희대, 배바위, 조아봉 등 기묘한 봉우리와 바위들이 솟아 있다. 또한 내칠보에는 고적으로 개심사가 있으며, 그 뒤로 천연기념물인 200년 이상 된 얌밤나무가 있다. 외칠보는 양쪽에 높이 솟은 웅장하고 기묘한 산들이 많아 독특한 풍치를 나타낸다. 외칠보의 가전동에서 보촌천에 놓여 있는 가전다리를 건너면 학과 같은 자태를 지닌 학무대, 수천 마리의 새들이 날아드는 모양의 만물상을 볼 수 있다. 또한 외칠보에는 우거진 숲속에서 하늘 높이 솟은 가람봉, 맹수봉, 가포대, 기적봉 등 기묘한 봉우리들이 수없이 많다. 외칠보의 가전도에서 샛길령 고개를 넘으면 73∼52도의 더운 물이 솟아오르는 황진온천이 있다. 해칠보의 풍경 역시 절경이다. 바닷가의 깎아지른 듯한 벼랑과 바위, 물결에 의해 패인 굴, 작은 배가 다닐 수 있는 달문, 바다의 돌섬 등으로 이루어진 해칠보의 풍경은 황진리에서 무수단까지의 뱃길에서 잘 볼 수 있다. 바다 가운데 솟은 기둥바위와 병풍처럼 둘러있는 절벽, 무지개바위, 촉봉, 솔섬, 줄바위, 강선문 등의 기묘한 바위들과 푸른 소나무, 동해의 푸른 물결 등은 해칠보의 절경이다. 내칠보의 청계골에는 칠보산 휴양소가, 외칠보에는 황진온천을 이용하는 황진요양소가 있다. 동식물 자원이 풍부한 칠보산은 칠보산 자연보호구로 되어 있다.

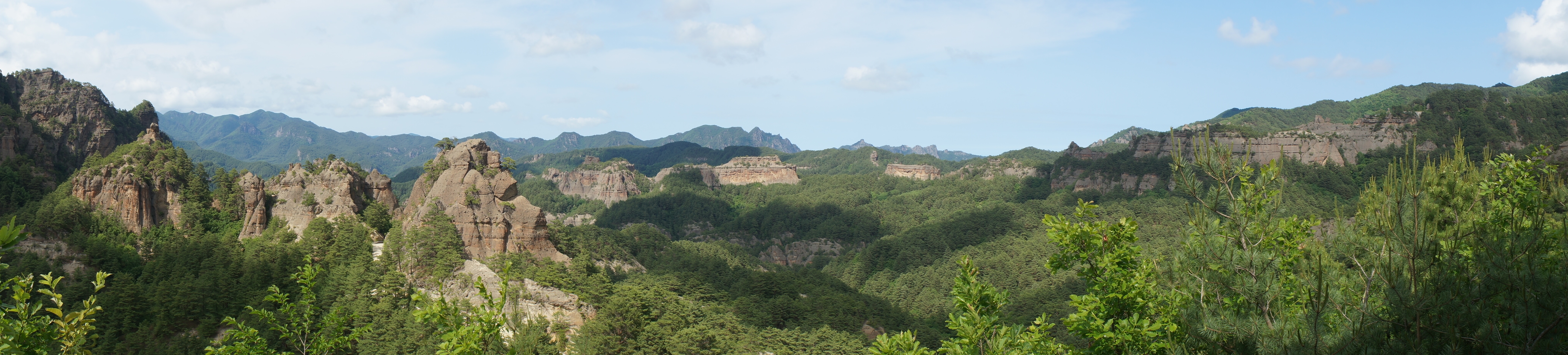

## 북한의 다른 유명한 산
- 백두산(長白山)
- 묘향산(妙香山)
- 금강산(金剛山)
- 구월산(九月山)
- 옥련산(玉蓮山)
- 장수산(長壽山)

## 같이 보기
- 한국의 산